# Großer Erlenprachtkäfer
|                       |                                             |
| Abb. 1: Seitenansicht |                                             |
|                       | Abb. 2: Weibchen, Hinterleibsende von unten |

Der Große Erlenprachtkäfer (Dicerca alni) ist ein Käfer aus der Familie der Prachtkäfer und der Unterfamilie Buprestinae. Der seltene Käfer kann leicht mit dem Berliner Prachtkäfer (Dicerca berolinensis) verwechselt werden.
Der wissenschaftliche Name der Gattung Dicerca ist von altgr. δι dí „zwei“ und κέρκος kérkos „Schwanz“ abgeleitet und bezieht sich darauf, dass die schwanzartig verlängerten Enden der Flügeldecken bei verwandten Arten auseinanderklaffen. Diese Eigenschaft ist bei der hier beschriebenen Art allerdings nur schwach ausgebildet. Der Artname alni bezieht sich auf die Wirtspflanze Erle (Alnus).

## Merkmale des Käfers
Der 16 bis 22 Millimeter lange Körper zeigt die typische hinten zugespitzte umgekehrt kahnförmige Gestalt der Prachtkäfer. Er ist auf der Oberseite glänzend bronzefarben oder grünlich, zuweilen auch sehr dunkel, auf der Unterseite kupferrot. Vor allem Kopf und Halsschild sind sehr grob und unregelmäßig, teilweise runzelig punktiert. Die Männchen zeichnen sich durch kräftige Fühler und einen großen Zahn auf der Innenseite der Mittelschiene vor der Mitte aus. Bei den Weibchen fehlt dieser Zahn und die Fühler sind dünner. Außerdem ist beim Weibchen der bogenförmige Ausschnitt des Apikalsternits dreizähnig (Abb. 2), beim Männchen zweizähnig.
Die Mundwerkzeuge mit den kräftigen Oberkiefern zeigen schräg nach unten. Die elfgliedrigen Fühler sind innen stumpf gesägt. Sie sind voneinander entfernt vor den Augen in deutlichen Fühlerhöhlen eingelenkt.
Die Seiten des Halsschildes sind größtenteils leicht nach außen, nahe der Basis wenig nach innen gebuchtet, der Vorderrand ist schmaler als die Basis. Die Mittelfurche des Halsschildes ist beim Großen Erlenprachtkäfer durchschnittlich deutlicher ausgebildet als beim Berliner Prachtkäfer. Seitlich ist der Halsschild sehr dicht und grob, neben der Mittelfurche jedoch sehr zerstreut punktiert.
Auf den Flügeldecken wechseln in Reihe relativ glatte Spiegelflecke und grob punktierte rechteckige Flecke einander ab. Dazwischen liegen bei Dicerca alni Punktreihen, die mit bloßem Auge sichtbar sind. Bei Dicerca berolinensis dagegen sind solche nur neben der Flügeldeckennaht deutlich. Die Flügeldecken sind hinten kurz schwanzförmig verlängert. Die Spitzen der Flügeldecken sind ausgerandet und  Außen- und Innenecke der Ausrandung sind deutlich zahnartig ausgezogen (Abb. 2). Das Schildchen ist klein und rundlich, aber gut sichtbar.
Die Vorderbrust ist zwischen den Vorderhüften nach hinten erweitert (Prosternalfortsatz). Der Prosternalfortsatz ist in der Mitte deutlich vertieft, sein Seitenrand glatt und erhaben. Die breiten Tarsen sind fünfgliedrig, die Krallen ungezähnt.

## Biologie
Die Larven entwickeln sich im toten Holz, überwiegend in absterbenden Erlen. Außerdem sind sie aus Gemeiner Hasel, Winter-Linde und Birken, Rotbuche (im Apennin) und in Griechenland aus Echter Walnuss gemeldet. Die besonders wärmeliebende Art ist ein Waldtier und bevorzugt wärmeexponierte Hänge, im Süden des Verbreitungsareals auch feuchte Wälder und Auwälder. In Baden-Württemberg liegen die aktuellen Funde unter dreihundert Meter, in Frankreich ist die Art aus etwa 800 Meter Höhe gemeldet.
Die Larven entwickeln sich im Splintholz des Stammes oder in stärkeren Ästen. Die Fraßgänge sind geschlängelt, verlaufen jedoch vorwiegend parallel zur Längsachse des Stammes. Sie sind relativ flach, bis zu 15 Millimeter breit und prall mit feinem Bohrmehl gefüllt. Die Entwicklung ist mehrjährig. Kurz vor der Verpuppung führt die Larve den Gang aus dem Holz nochmals bis dicht unter die Rinde, dann legt sie tiefer im Splintholz die Puppenkammer an. Die Imago verlässt die Puppenwiege durch den letzten von der Larve angelegten Gangabschnitt. Fertig entwickelte Käfer wurden im Oktober in der Puppenwiege gefunden. Da die Käfer im Frühjahr erscheinen, überwintern sie vermutlich als Imago. Die Käfer erscheinen in Mitteleuropa Mitte Mai bis Mitte Juli, die Funddaten variieren aber bei verschiedenen Fundorten beträchtlich, in Frankreich beispielsweise erscheint der Käfer von April bis August. So ist auch nicht entschieden, ob die Käfer grundsätzlich im Herbst die Puppenhaut abstreifen und dann in der Puppenwiege überwintern und diese erst im nächsten Frühjahr verlassen.
Die Imagines sind nicht sonderlich scheu und lassen sich gelegentlich bequem greifen. Gewöhnlich halten sie sich während der warmen Tageszeit auf der Sonnenseite von Stämmen oder Holzklaftern auf, laufen morgens lebhaft umher und kopulieren. Am Nachmittag sitzen sie eher träge im unteren Stammbereich, auch im Schatten. Sie lassen sich bei Annäherung fallen. Aus dem Fallen heraus können sie zu fliegen beginnen, oder sie fallen zu Boden und bleiben dort längere Zeit bewegungslos liegen.

## Schadwirkung und Schutz
Auf Grund ihrer Seltenheit ist die mögliche Schädigung forstlich unbedeutend. Die Art wird vielmehr in mehreren Roten Listen als stark gefährdet geführt (Baden-Württemberg: 1; Rheinland-Pfalz: 1.1; Brandenburg: 1; Sachsen-Anhalt: 1). In der Schweiz gehört der Große Erlenprachtkäfer ebenfalls zu den geschützten Käferarten.

## Verbreitung
Es existieren weitgehend nur noch Reliktpopulationen. Die Art meidet den atlantischen Bereich. Der Verbreitungsschwerpunkt liegt in Osteuropa, die Art ist jedoch aus nahezu allen europäischen Ländern, Nordafrika und Teilen Asiens gemeldet. Keine Meldungen liegen aus Großbritannien, den Beneluxländern, Dänemark, Finnland, Estland und den nördlichen Teilen des europäischen Russlands vor. Aktuelle Funde aus Deutschland kommen aus Bayern, Baden, Brandenburg und Sachsen-Anhalt.